# Rosa farreri
Rosa farreri es una especie de planta del género Rosa, de la familia Rosaceae.

## Taxonomía
Rosa farreri fue descrita por Stapf ex Stearn en 1932.

## Distribución
Se encuentra en el territorio centro-norte y centro-sur de China.